# Eurodicautom
L'Eurodicautom è una banca dati terminologica dell'Unione europea. Esistono delle interfacce web attraverso le quali è possibile accedere a questo servizio gratuito, permettendo la traduzione del vocabolario dell'Ue tra le lingue ufficiali dell'Ue. L'Eurodicautom da qualche anno non viene più aggiornato ed è stato soppiantato da un altro nuovo database terminologico dell'Ue, lo IATE.